# Szantransja

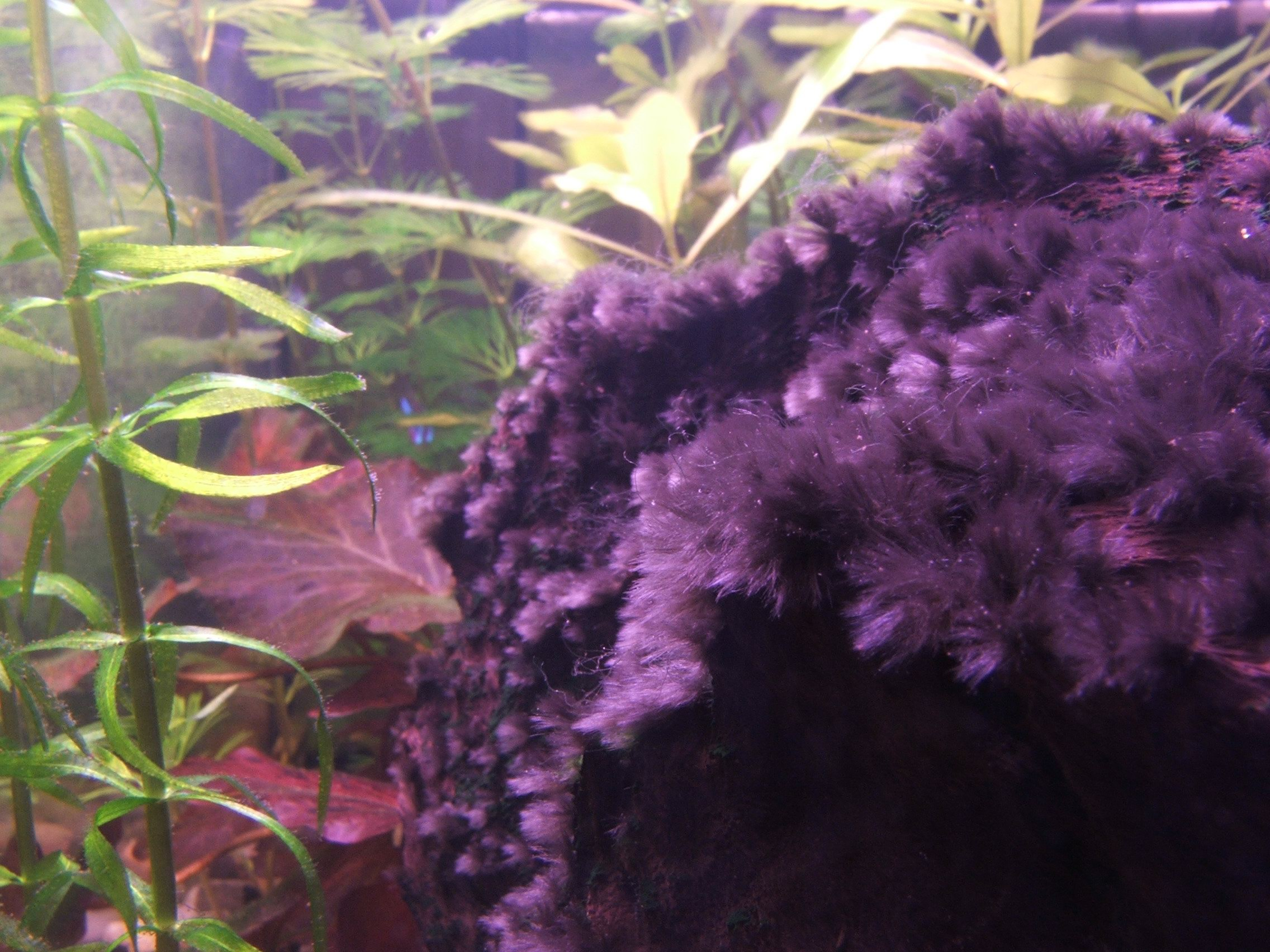
Szantransja w akwarium

Szantransja – nitkowaty sporofit niektórych krasnorostów. Ze względu na znaczną odmienność od gametofitów, przez wiele lat szantransje były uznawane za odrębne taksony. Wyróżniano rodzaj Chantransia DC. 1801 z licznymi gatunkami, które na skutek kolejnych odkryć uznano za formy rozwojowe gatunków z różnych rodzajów, m.in. Lemanea, Batrachospermum czy Audouinella. We współczesnej systematyce nazwa Chantransia jest uznana za synonim pierwszego z wyżej wymienionych rodzajów. Różnice morfologiczne (wielkość komórek, kolor) między stadium szantransji a stadium nominatywnym danego gatunku potrafią być bardzo duże. Ponadto zdarza się, że w pewnych siedliskach, gdzie stwierdzono jedno stadium, nie stwierdzono drugiego. Szantransje w akwariach zwykle uznawane są za element niepożądany.